# Dangy
Dangy település Franciaországban, Manche megyében. Lakosainak száma 660 fő (2022. január 1.). Dangy Quibou, Carantilly, Cerisy-la-Salle, Notre-Dame-de-Cenilly, Saint-Martin-de-Bonfossé és Bourgvallées községekkel határos.

## Népesség
A település népességének változása:
| Lakosok száma | 533  | 565  | 605  | 650  | 649  | 647  | 672  | 682  | 684  | 660  |
|               | 1968 | 1982 | 1990 | 2006 | 2013 | 2015 | 2017 | 2019 | 2020 | 2022 |